# Emanuele Testardi
Emanuele Testardi (Róma, 1990. december 31. –) olasz labdarúgó, korábban a Budapest Honvéd FC játékosa is volt.

## Pályafutása
2010. február 28-án debütált a Serie A-ban. A Parma elleni idegenbeli mérkőzésen állt be a 60. percben Guberti helyére. 2013. június 24-én Fabio Cordella jelentette be, hogy egy évre kölcsönbe érkezik a Budapest Honvéd FC csapatához. Az egyesületnek opciós joga volt a játékos megvásárlására. Gyenge teljesítménye miatt azonban fél év után távozott a Honvédtól. A magyar első osztályban összesennyolc mérkőzésen lépett pályára és ezalatt gólt nem tudott szerezni.